# Koperviks kyrka

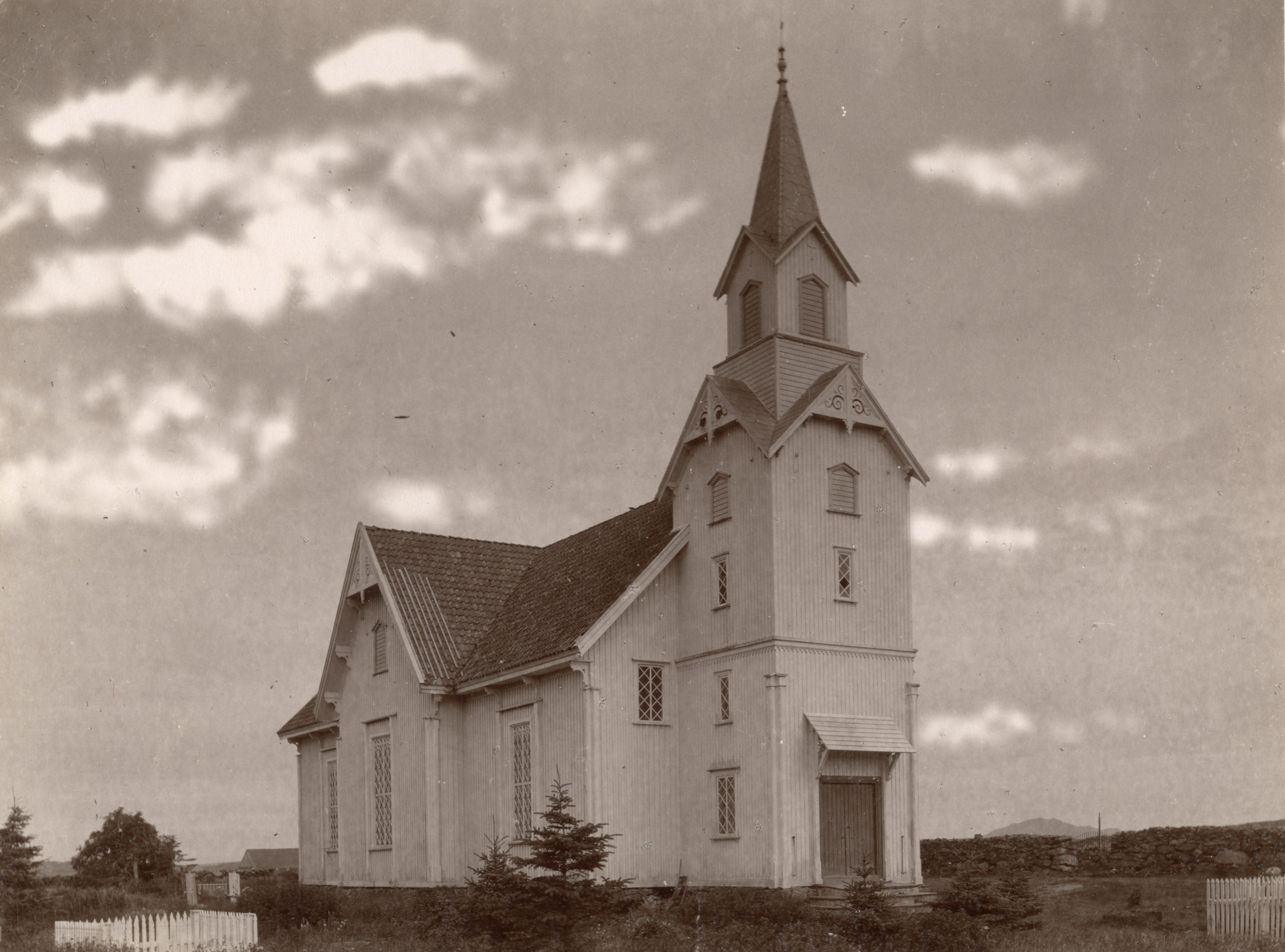
Koperviks kyrka.

Koperviks kyrka var en korskyrka i Kopervik i Norge. Den ritades i nyrenässansk stil av arkitekten Jakob Wilhelm Nordan, och invigdes den 2 oktober 1861. 
Altartavlan från 1906, som målades av August Eiebakke, var en kopia av Oppstandelsen i Bragernes kyrka som är målad av Adolph Tidemand. Den 28 oktober 2001 förstördes altartavlan vid en kraftig brand, och kyrkan var också nära att stryka med. Den nya altartavlan gjordes av Keith Grant och invigdes den 12 juni 2005.
Den 28 maj 2010 blev kyrkan totalförstörd i en ny brand. En ny kyrka innvigdes den 23 april 2017.

### Fotnoter
1. ↑  Kirke på Karmøy i full fyr VG